# Феодосий Косой
Феодо́сий Косо́й — один из представителей православного вольнодумства XVI века, глава еретического течения. В борьбе с церковными иерархами опирался на крестьянство и городскую бедноту.
«Москвитянин, раб единого от честных слуг царевых», Косой бежал (около 1551 года) в пределы Белоозера, принял монашество и вместе с другими бежавшими основался на Новоозере. По-видимому, ещё до бегства Косой успел завоевать особое уважение; сообщают, что «во мнишестве ему бе угождая господин его». В заволжских пустынях Косой познакомился с Артемием, учеником Нила Сорского.
Назначение Артемия игуменом Троице-Сергиева монастыря поставило Косого в положение руководителя и организатора кружка монахов, отрицательно относившихся ко многим сторонам тогдашней религиозно-общественной жизни. Деятельность Косого скоро обратила на себя внимание властей, и его с единомышленниками взяли в Москву на суд. Во время производства следствия, в 1554 году, Косой бежал в Литву, где нашёл благоприятные условия для пропаганды своего учения.

## Учения Феодосия Косого
Об учении Косого можно судить, главным образом, по трудам его противника Зиновия Отенского. Полемический характер сочинений Зиновия повёл к тому, что положительная сторона учения Косого осталась мало выясненной. Критика Косого была направлена прежде всего против внешне-обрядовой стороны религии. Считая, что эта сторона обязана своим происхождением церковной иерархии, Косой называл обряды «человеческая преданиа», особой формой идолопоклонства. Поклонение иконам и святому кресту он называл идолопоклонством, почитание мощей Косой отвергал, к таинствам относился отрицательно. Он учил: «к попам не приходите, и молебнов не творите, и молитвы их не требовати, и не кайтесь, и не причищайтесь, и темияном не кадитися, и на погребении от епископов и от попов не поминатися… Подобает поклонятися духом Отцу, а не поклоны творите, ни на землю падати и поклонятися, ни проскуры, ни капуны, ни свечи приносити». Считая виновниками человеческого предания епископов, Косой подверг их деятельность суровой критике, называя их «идольскими жрецами, ложными учителями».
Положительная сторона проповеди Косого заключалась, по-видимому, в стремлении восстановить христианство в его первобытной чистоте, вернуть его ко временам апостолов. Отрицая весь современный церковный строй и иерархию, Косой учил духовному поклонению Богу, требовал нравственной жизни и деятельности, согласной с евангельскими заповедями. Также, Косой критиковал церковь за тягу к стяжательству, а именно за монастырские землевладения, которые по мнению Косого преступали заповедь нестяжания.
Он учил о равенстве всех людей, независимо от социального положения, национальности и религиозной принадлежности; выступал против любого социального неравенства: «не подобаеть же в христианох властей быти», призывал к отказу от платежа податей, критиковал священников за то, что они учат «земскых властей боятися и даеи даяти им». Очень смелым было выступление Феодосия Косого против войн: христианам «не подобаеть… воевати», а также выступал и против насильственных форм борьбы с социальной несправедливостью. 
Суждения учёных о генезисе учения Косого не единообразны. Одни рассматривают это учение как явление самобытное; другие придают много значения иностранному (лютеранскому) влиянию. И те, и другие ставят учение Косого в связь с ересью Башкина и деятельностью заволжских старцев. Ф. Калугину кажется наиболее вероятным, что ересь Косого, «возникшая на почве домашнего критицизма, была резким и уродливым выражением того обличительного направления, какое характеризует всю литературную деятельность Максима Грека и которое, сосредоточившись в заволжских пустынях, наиболее рельефно и резко было заявлено В. Патрикеевым и игуменом Артемием».
В Литве учение Косого получило теоретическое обоснование под воздействием протестантизма и антитринитарианских идей.

## Источник
- Косой Феодосий // Энциклопедический словарь Брокгауза и Ефрона : в 86 т. (82 т. и 4 доп.). — СПб., 1890—1907.
- Косой Феодосий (на сайте rulex.ru)
- Об умствованиях Косого (Из «Многословного послания» Зиновия Отенского)